# Shambala (langue)
Pour les articles homonymes, voir Shambala.
Le shambala est une langue bantoue parlée en Tanzanie par la population shambala.